# Свергун, Алина Леонидовна
Алина Леонидовна Свергун (род. 29 марта 1990 года) — украинская футболистка, защитница.

## Клубная карьера
В первой половине карьеры выступала на Украине за клубы «Жилстрой-1» (Харьков), «Ятрань-Берестивец», «Ильичёвка» (Мариуполь), «Легенда» (Чернигов). Неоднократная победительница и призёр чемпионата Украины.
В 2016 году выступала в Казахстане за клуб «Астана», стала серебряным призёром чемпионата Казахстана и финалисткой Кубка страны. В 2017 году играла в первой лиге России за «Паруса Балтики» (Калининград) и в высшей лиге России за красноярский «Енисей». В 2018 году выступала за эстонский «Пярну», с которым стала вице-чемпионом Эстонии и принимала участие в матчах еврокубков.